# Campanário kommun
Campanário är en kommun i Brasilien.   Den ligger i delstaten Minas Gerais, i den sydöstra delen av landet, 700 km öster om huvudstaden Brasília. Antalet invånare är 3 559.
Omgivningarna runt Campanário är huvudsakligen savann. Runt Campanário är det glesbefolkat, med 11 invånare per kvadratkilometer.